# Konzulat Republike Slovenije v Haifi
Konzulat Republike Slovenije v Haifi je diplomatsko-konzularno predstavništvo (konzulat) Republike Slovenije s sedežem v Haifi (Izrael); spada pod okrilje Veleposlaništvu Republike Slovenije v Izraelu.
Trenutni častni konzul je Adi Rosenfeld.